# إرول أونديروغلو

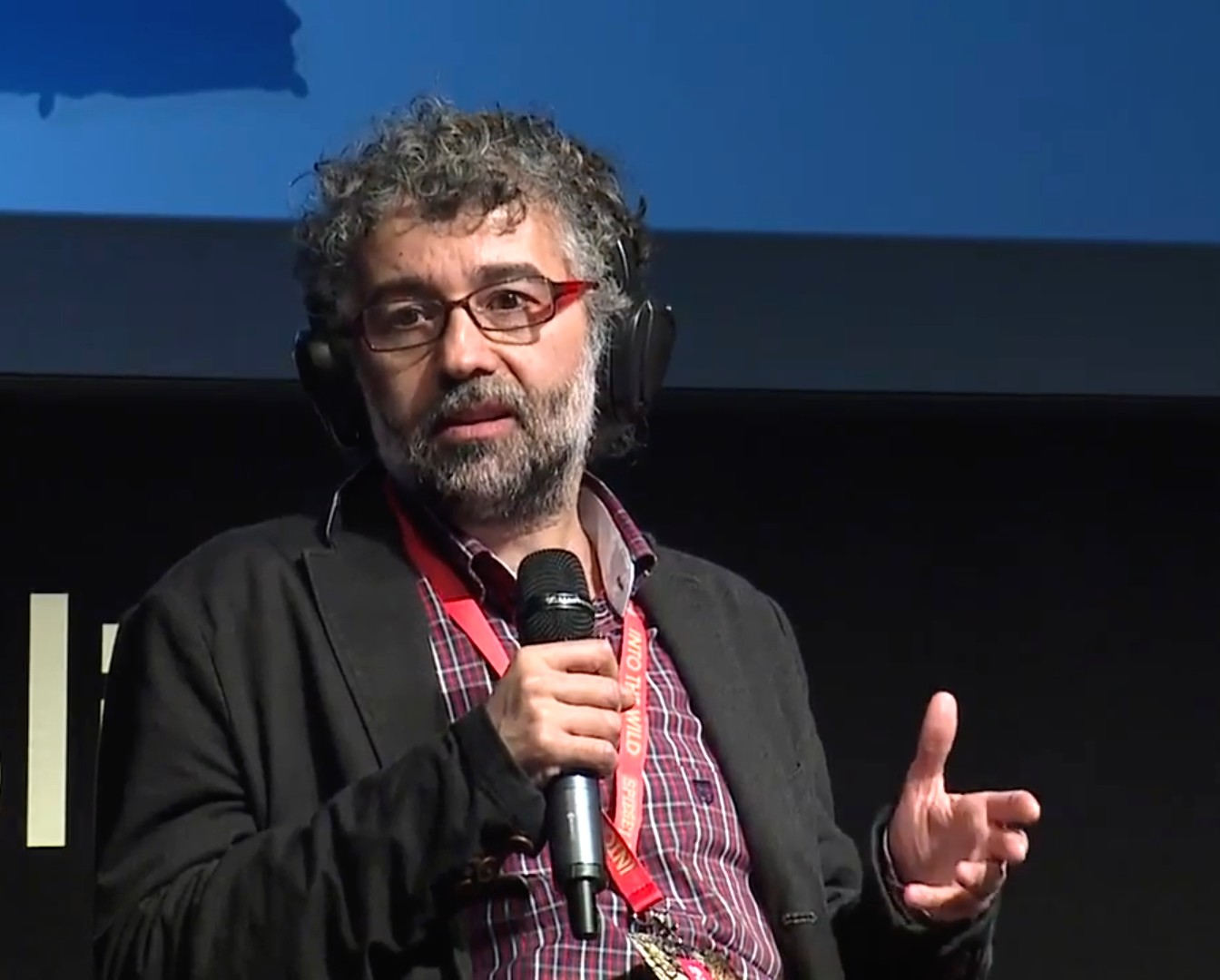
إرول أونديروغلو (2014)

إرول أونديروغلو (مواليد 1969) صحفي تركي فرنسي، وممثل مراسلون بلا حدود. في عام 2016، اعتقلته الحكومة التركية بسبب عمله في دعم صحيفة أوزغور جوندم الكردية، واتهمته بدعم الإرهابيين. تعرض اعتقاله لانتقادات واسعة على أنه قمع لحرية الصحافة.

## السيرة الشخصية
أمضى أونديروغلو طفولته في فرنسا، ويتحدث الفرنسية بطلاقة. لقد التقى بزوجته التي هي أيضًا من أصل تركي في فرنسا. الزوجان لديهما ابن. إن أونديروغلو مواطن فرنسي. لقد بدأ حملة المراسلون بلا حدود، التي تراقب وتعزز حرية الصحافة، بعد تعذيب وقتل متين جوكتيبي في حجز الشرطة في عام 1996. لقد كان ممثلًا لمراسلون بلا حدود في تركيا منذ ما يقرب من 20 عامًا. كما عمل محررًا مراقب لوكالة الأنباء التركية Bianet، التي بدأ العمل فيها في عام 1997. تضمن عمله لصالح الوكالة تقارير ربع سنوية عن حرية التعبير في تركيا.
في يونيو 2016، اعتُقل أونديروغلو بعد حضوره اجتماع لصحيفة أوزغور جوندم الكردية في اليوم العالمي لحرية الصحافة. كما تم القبض على الصحفي أحمد نسين والباحث سيبنيم كورور فينكانسي (رئيس مؤسسة حقوق الإنسان التركية) اللذان شاركا في الاجتماع مع أونديروغلو، وقد اتهموا بنشر «دعاية إرهابية» لحزب العمال الكردستاني تناوب الرجال الثلاثة بشكل رمزي على تولي قيادة الصحيفة احتجاجا على مضايقاتها من قبل الحكومة. اتهمت حكومة رجب طيب أردوغان التركية الصحيفة بنشر «دعاية إرهابية» كردية وأغلقتها في أغسطس 2016. هي واحدة من عشرات المؤسسات الإخبارية التي أجبرتها الحكومة على إغلاق أبوابها منذ محاولة الانقلاب التركية عام 2016، في حين تم مداهمة مكاتب صحيفة جمهوريت، أقدم صحيفة رئيسية في البلاد، واعتقال محرريها. يقدر عدد الصحف التي أغلقتها الحكومة بـ170.
كان أونديروغلو في السجن لمدة 10 أيام، ومن المقرر أن يُحاكم في يونيو 2017: الادعاء يطالب بالسجن لمدة 14 عامًا. هو من بين 150 صحفيًا سجنوا أو يواجهون المحاكمة لأسباب تتراوح بين «الدعاية الإرهابية» و«إهانة الرئيس». وردًا على اعتقال أونديروغلو ونيسين وفينكانسي، صرح مسؤولون في الاتحاد الأوروبي أن الاعتقال «يتعارض مع التزام تركيا باحترام الحقوق الأساسية، بما في ذلك حرية الإعلام»، وأنه يتعارض مع التزامات الحكومة التركية فيما يتعلق جهدها للحصول على عضوية الاتحاد الأوروبي. كما تعرضت محاكمة النشطاء الثلاثة لانتقادات من منظمتي حقوق الإنسان منظمة العفو الدولية وهيومن رايتس ووتش.

## الاعتراف
في عام 2019، حصل أونديروغلو على جائزة الحريات الأربع لحرية التعبير من مؤسسة روزفلت؛ أشارت المؤسسة إلى «تفانيه الدؤوب للدفاع عن حرية الكلام والتعبير».